# 3D Realms
Apogee Software, Ltd. (englisch Apogee für Apogäum), besser bekannt unter dem heutigen Namen 3D Realms, unter dem es bei Geschäften auftritt, ist ein US-amerikanischer PC-Spieleentwickler mit Sitz in Garland, Texas. Apogee wurde 1987 von Scott Miller gegründet, der unter diesem Namen seine Spiele bei Softdisk veröffentlichen ließ. Von August 2021 bis März 2024 waren Apogee Software und 3D Realms Teil der Embracer Group.

## Geschichte

### Gründung und erste Erfolge
Apogee war in der Anfangszeit nach seiner Gründung 1987 das erste Unternehmen, das Shareware auf den Markt brachte. Zudem veröffentlichte und vermarktete Apogee zu dieser Zeit für andere Autoren und Teams ihre Spiele als Shareware.
Apogees Dark Ages von 1991 war dementsprechend das erste Sharewarespiel mit Musik und Soundkarten-Unterstützung. Seit 1991 vertrieb Apogee seine Shareware-Spiele mit einem Home Bulletin Board System (Software Creations BBS) als leistungsfähiges Verkaufsnetzwerk. BBS waren die bevorzugten Verkaufsplattformen, bevor das World Wide Web populär wurde.
Im Juni 1991 erschien zudem das Original Duke Nukem, ein 2D-Shooter, und wurde zur meistverkauften Sharewaresoftware 1991 und 1992, bevor es im Juni 1992 durch id Softwares Wolfenstein 3D abgelöst wurde, das in Apogees Auftrag entstand. Nach dem Erfolg von Wolfenstein 3D beauftragte Apogee im August 1993 Tom Hall, den in der Zwischenzeit zu Apogee gewechselten Gründer von id Software, mit Rise of the Triad das erste Spiel zu entwickeln, das neben LAN-Unterstützung und Multiplayerfunktion auch eine einstellbare Jugendschutzfunktion mitbrachte.
Im April 1994 kam das Spiel Raptor, ein vertikal scrollendes Shoot ’em up.

### 3D Realms entsteht
Im Mai 1995 erschien mit Terminal Velocity das erste Spiel von Apogees Abteilung 3D Realms.
„3D Realms“ war ursprünglich der Name einer Abteilung von Apogee, die im Juli 1994 für 3D-Ego-Shooter gegründet wurde. Da diese Art von Spielen aber kurz danach den Spielemarkt zu dominieren begann, trat das Unternehmen bald nur mehr unter diesem neuen Namen auf.
Das letzte unter dem Namen Apogee vertriebene Spiel war das im November 1996 erschienene Stargunner.
Erste größere Bekanntheit erlangte 3D Realms durch Duke Nukem 3D aus dem Jahr 1996.

### Spieleveröffentlichungen als Freeware und Open-Source
3D Realms wurde zusammen mit id Software einer der Vorreiter bei der Freigabe von Spielen in die Öffentlichkeit, welche ihr kommerzielles End of life erreicht hatten. Ab Ende der 1990er wurden einige der älteren Titel als Freeware veröffentlicht und auf der 3D-Realms-Webseite angeboten. Ab Mitte der 2000er wurde auch der Quelltext von einigen Spielen (z. B. Duke Nukem 3D, Shadow Warrior, Rise of the Triad, Word Whiz etc.) unter der GPL freigegeben.

### 3D Realms in den 2000ern
3D Realms' letzte Veröffentlichungen waren Max Payne (2001) und dessen Nachfolger Max Payne 2: The Fall of Max Payne (2003), die unter der Aufsicht von 3D Realms durch Remedy Entertainment entwickelt und von Take 2 Interactive bzw. Rockstar Games vertrieben wurden.
Ein weiteres Projekt von 3D Realms, der Ego-Shooter Prey, wurde von den Human Head Studios entwickelt, nachdem 3D Realms das Projekt zuvor auf Eis gelegt hatte.
Im Juni 2007 kündigte das Unternehmen an, ein neues Spiel namens Earth No More, welches vom Entwickler-Studio Recoil Games entwickelt werde, zu betreuen.

### Apogee Software, LLC
Im Jahr 2008 wurde mit Apogee Software, LLC ein neues Unternehmen geschaffen, das den Markennamen Apogee und das Apogee-Logo übernahm. Es vertreibt alte Apogee-Spiele, entwickelt und vertreibt aber auch neue Spiele unter diesem Namen. Die Neuentwicklungen des Unternehmens sind:
- die Duke Nukem Trilogy, bestehend aus
  - Duke Nukem: Critical Mass
  - Duke Nukem: Chain Reaction
  - Duke Nukem: Proving Grounds
- Rise of the Triad für das Apple iPhone

### Finanzieller Ruin, drastische Verkleinerung
Der vierte Teil der Duke-Nukem-Serie, Duke Nukem Forever, wurde erstmals 1997 von 3D Realms angekündigt, sein Releasetermin musste jedoch immer wieder verschoben werden.
Am 6. Mai 2009 wurde bekanntgegeben, dass 3D Realms aufgrund von finanziellen Problemen geschlossen werde. Der Grund hierfür lag in den zahlreichen Verschiebungen von Duke Nukem Forever und den immensen Entwicklungskosten, die sich über die Jahre angehäuft hatten. Am 18. Mai 2009 wurde bekannt, dass das Unternehmen drastisch verkleinert werde, da viele Mitarbeiter entlassen werden mussten, aber dennoch weiterbestehen werde. Die Entwicklung von Duke Nukem Forever wurde 2010 an Gearbox Software abgegeben.
Schließlich erschien das Spiel, in der Branche mittlerweile ein Running Gag (siehe Vaporware), im Jahre 2011 nach 14 Jahren Entwicklungszeit.

### Übernahme von Embracer Group
Am 5. August 2021 wurde bekannt, dass Embracer Group 3D Realms aufgekauft habe.

### Abspaltung von Embracer Group
Am 14. März 2024 gab die Embracer Group bekannt, dass Saber Interactive zusammen mit verschiedenen Studios, darunter 3D Realms, an das Konsortium Beacon Interactive verkauft wird.

## Spiele
Einige ältere der hier aufgeführten Titel können als Freeware von der 3D-Realms-Webseite heruntergeladen werden. Zu den Spielen Duke Nukem 3D, Shadow Warrior, Rise of the Triad, Word Whiz, Beyond the Titanic, Supernova und Kingdom of Kroz wurde auch der Quelltext unter der GPL freigegeben.
Die als Freeware freigegebenen Titel sind: Adventure Fun Pack, Alien Carnage/Halloween Harry, Arctic Adventure, Beyond the Titanic, Bio Menace, Caves of Thor, Dark Ages, Kroz, Major Stryker, Monuments of Mars, Pharaoh's Tomb, Puzzle Fun Pack, Stargunner, Supernova, Wolfenstein 3D Super Upgrade Pack, Word Whiz, Trivia Whiz und Xenophage.

### Unter dem Namen Apogee

#### Entwickler
- 1991: Crystal Caves
- 1991: Duke Nukem
- 1991: Paganitzu
- 1992: Secret Agent
- 1992: Cosmo’s Cosmic Adventure: Forbidden Planet
- 1993: Bio Menace
- 1993: Duke Nukem II
- 1993: Major Stryker
- 1993: Monster Bash
- 1994: Rise of the Triad
- 1996: Stargunner

#### Publisher
- 1990: Commander-Keen-Serie – id Software
- 1991: Crystal Caves
- 1992: Wolfenstein 3D – id Software
- 1993: Alien Carnage, Shareware Titel Halloween Harry – SubZero Software
- 1993: Blake-Stone-Serie – JAM Productions
- 1994: Raptor: Call of the Shadows – Mountain King Studios (ehemals Cygnus Studios)
- 1994: Mystic Towers – Animation F/X
- 1994: Wacky Wheels – Beavis Soft
- 1994: Hocus Pocus – Moonlite Software
- 1996: Death Rally – Remedy Entertainment
- 1997: Balls of Steel – Wildfire Studios

### Unter dem Namen 3D Realms

#### Entwickler
- 1996 – Duke Nukem 3D
- 1997 – Shadow Warrior
- 2016 – Bombshell

#### Publisher
- 1995 – Terminal Velocity – Terminal Reality Inc.
- 1996 – Death Rally – Remedy Entertainment
- 1997 – Duke Nukem 3D – Duke It Out in D.C. – Sunstorm Interactive/WizardWorks
- 1997 – Duke Nukem 3D – Duke Caribbean: Life’s a Beach – Sunstorm Interactive/WizardWorks
- 1997 – Duke Nukem 64 – Eurocom
- 1997 – Duke Nukem: Total Meltdown – Aardvark Software
- 1998 – Duke Nukem: Time to Kill – n-Space Inc.
- 1999 – Duke Nukem: Zero Hour – Eurocom
- 1999 – Duke Nukem (Game Boy Color) – Torus Games
- 2000 – Duke Nukem: Land of the Babes – n-Space Inc.
- 2001 – Max Payne – Remedy Entertainment
- 2003 – Duke Nukem Advance – Torus Games
- 2003 – Duke Nukem: Manhattan Project – ARUSH Entertainment/Sunstorm Interactive
- 2003 – Max Payne 2: The Fall of Max Payne – Remedy Entertainment
- 2004 – Duke Nukem Mobile – Machine Works Northwest/Tapwave
- 2006 – Prey – Human Head Studios
- 2018 – Ion Fury
- 2022 – Cultic: Chapter One

Im September 2005 veröffentlichte 3D Realms das bis dahin „verschollene“ Add-on Wanton Destruction für Shadow Warrior auf der offiziellen Webseite.